# Esquirol llistat d'Allen
L'esquirol llistat d'Allen (Neotamias senex) és una espècie de rosegador de la família dels esciúrids. És endèmica dels Estats Units. Les principals poblacions estan a Califòrnia, específicament en els boscos humits del nord de Califòrnia, pels Trinity Alps, les muntanyes Siskiyou i Sierra Nevada. Les poblacions que viuen al continent hivernen, en canvi les poblacions properes a les costes es mantenen actives durant tot l'any. Tenen una grandària mitjana de 248 mm i pesen al voltant de 100 g.